# Allendale, Northumberland
Allendale, även benämnd Allendale Town, är en by och civil parish i Northumberland i England. Byn är belägen 68 km 
från Alnwick. Orten har 794 invånare (2016).